# Daúto Faquirá
Daúto Xaharmane Amade Faquirá (Lourenço Marques, 26 de Dezembro de 1965) é um técnico de futebol português nascido em Moçambique, atualmente ele é treinador do Covilhã. Faquirá tem no seu currículo passagens por clubes como o Sintrense, Odivelas Futebol Clube, Barreirense, Estoril Praia, Estrela da Amadora, Vitória de Setúbal e Primeiro de Agosto.
Faquirá possui dois graus universitários em Educação Física e Desportos pela Universidade Técnica de Lisboa, com especializações em ergonomia e futebol. Além disso, ele também alcançou o grau de quarto nível na Licença Pro da UEFA. Daúto fala Português, Inglês Espanhol e Francês fluentemente

## Percurso e Vida pessoal
Faquirá iniciou a sua carreira de treinador com a sua última equipa enquanto jogador, com apenas 28 anos. Em 1999, assinou contrato para outro clube na área de Lisboa, Odivelas F.C. nas ligas regionais, conseguindo duas promoções consecutivas.
Posteriormente, Faquirá trabalhou no F.C. Barreirense: depois de um segundo lugar no seu primeiro ano, levou a equipe do Distrito de Setúbal ao campeonato nacional e à promoção. A sua primeira experiência de treinador no nível dois aconteceu em 2005 com o GD Estoril Praia, mas encontrou um clube submerso numa profunda crise económica, deixando-o em Dezembro daquele ano e sendo um dos três treinadores durante a época em que terminou no meio da tabela.
Faquirá fez a sua estreia na Primeira Liga em 2006-07 com o compatriota de Lisboa C.F. Estrela da Amadora, terminando na nona posição e sendo nomeado treinador de Revelação do Ano. Em sua segunda temporada, apesar dos tremendos problemas económicos (até cinco meses de atraso nos salários), ele conseguiu manter toda a equipa e levá-los a outro final seguro (13º).
Faquirá ingressou na Vitória F.C. para 2008-09, assinando um contrato de dois anos. [5] A 14 de Janeiro de 2009, após uma derrota caseira por 1-2 diante da Académica de Coimbra para a Taça da Liga - a equipa de Setúbal também foi derrotada oito vezes em 14 jogos no campeonato - foi despedido.
A 1 de Junho de 2010, depois de um ano fora do futebol, Faquirá substituiu Jorge Costa no comando da S.C. Olhanense [7]. Ele acabou por levar a equipa do Algarve para fora da zona de despromoção, e ainda conseguiu angariar depois de sete jornadas mais pontos, do que quase todas as outras equipas atrás apenas dos eventuais campeões do FC Porto.
Faquirá deixou o Olhanense devido a maus resultados em 30 de dezembro de 2011, apesar de ter ficado em décimo lugar no campeonato. Sua renúncia veio uma semana depois de uma derrota na Taçade Portugal contra o clube da segunda divisão U.D. Oliveirense. Em 6 de maio de 2013, o C.D. de Angola Primeiro de Agosto anunciou Faquirá como substituto de Romeu Filemón após a demissão deste. Em abril do ano seguinte, foi demitido devido a maus resultados.

## Hobbies
Tem o gosto pelo desenho desde criança. Na escola, os professores reconheciam-lhe o talento. Quando esteve no ensino secundário Daúto Faquirá foi aconselhado a seguir Belas Artes, mas optou pelo futebol. Por outro lado, as suas capacidades como comunicador permitem-me que seja frequentemente solicitado pela comunicação social para entrevistas ou analisar temas marcantes do desporto-rei.